# Lourdes Maldonado (periodista española)
María Lourdes Maldonado Alconada (Irún, Guipúzcoa, 3 de mayo de 1973) es una periodista y presentadora española.

## Biografía
Es licenciada en Ciencias de la Información por la Facultad de Comunicación de la Universidad de Navarra y especializada en Periodismo Audiovisual en la Universidad de Burdeos. Inició su carrera profesional en la televisión local de Irún, Gipuzkoa Telebista Txingudi, donde permanecería tres años. Compatibilizaba este trabajo con su labor en Onda Cero (Grupo Antena 3) y en la Agence France-Presse.
En 2000 se convirtió en la presentadora del informativo territorial de Antena 3 en el País Vasco, sustituyendo a Francisco Blanco Argibay durante tres temporadas. La redacción en la que trabajaba en Bilbao sufrió dos atentados de la banda terrorista ETA.
En 2003 y tras suplir durante el verano a Sonsoles Suárez en el programa Espejo público y durante dos semanas a Soledad Arroyo en Antena 3 Noticias Fin de semana, se puso al frente de dicho informativo de forma definitiva desde el 6 de septiembre de 2003 hasta el 29 de julio de 2012, en solitario durante cinco temporadas –(2003/04 a 2004/05 y 2009/10 a 2011/12)–,  con Ramón Pradera durante cuatro temporadas –(2005/06 a 2008/09)– y sus compañeros de deportes Manu Sánchez (2003-2006 y 2008-2010), Lola Hernández (2006-2008) y Óscar Castellanos (2010-2013). Durante algunos años sustituía a Matías Prats en Antena 3 Noticias 2 en periodos vacacionales.
En noviembre de 2006 y por razones de conciliación de su vida familiar, rechazó la presentación del programa Espejo público. Al mismo tiempo, entre 2007 y 2016 presentó la gala del Premio Planeta. 
Durante 2007 la edición de sobremesa de los informativos de fin de semana que ella presentaba, se convirtió en el informativo más visto de España.
En 2008 dio el salto a publicidad, en la campaña de la compañía eléctrica Gas Natural. En 2010 participó en la campaña publicitaria de Antena 3 contra la violencia de género, junto con otros periodistas como Matías Prats, Mónica Carrillo, Roberto Arce y Susanna Griso.
El día del accidente en el Aeropuerto de Madrid-Barajas de 2008 –en el que perdieron la vida 154 personas–, presentó los especiales informativos que emitió Antena 3 y también los de posteriores jornadas.
En 2010 tras la eliminación de la publicidad de Televisión Española y el consecuente alargamiento de los informativos de la cadena pública, los datos de audiencia están más ajustados, pero aun así, en muchas ocasiones, el informativo que presentaba superaba al de La 1.
Tras casi una década presentando los informativos de fin de semana, desde el 3 de septiembre de 2012 presenta la edición diaria Antena 3 Noticias 1 junto a Vicente Vallés. Sandra Golpe presentadora del informativo matinal hasta entonces y que la sustituía durante sus vacaciones, se hace cargo de los informativos de fin de semana a partir de ese momento junto a Álvaro Zancajo.
El 9 de septiembre de 2016, tras cuatro años presentando Antena 3 Noticias 1 con Vicente Vallés y después de trece años presentando los informativos de la cadena, abandona la presentación de la edición de mediodía para ser jefa del Área de Sociedad y Cultura de Antena 3 Noticias. Como presentadora de los informativos de sobremesa, cubrió la abdicación del Rey Juan Carlos y la proclamación de Felipe VI, y fue enviada especial a Roma, donde informó de la renuncia de Benedicto XVI y la elección del Papa Francisco.
El 2 de julio de 2017 emprende una nueva etapa en Telemadrid, la cadena autonómica madrileña y desde el 18 de septiembre de 2017 presenta y dirige Telenoticias 1, primero con Diego Losada –(09/2017 a 10/2018)– y después en solitario, formando parte del equipo dirigido por Jon Ariztimuño. Durante los cuatro años que fue presentadora y directora de la primera edición de Telenoticias, realizó documentales, programas especiales y coberturas en directo desde hospitales y vacunódromos durante la pandemia hasta la borrasca Filomena.
El 1 de septiembre de 2021 es cesada como directora y presentadora del Telenoticias 1 y dos días después presenta su último informativo, finalizando así su etapa en la cadena pública madrileña.
Entre septiembre de 2021 y septiembre de 2022 estuvo centrada en proyectos sociales y presentaba y moderaba eventos culturales, económicos y científicos. También ha sido profesora de Periodismo en la Universidad Nebrija y ha presentado decenas de eventos. También ha realizado entrevistas y moderado debates durante la Semana de la Ingeniería.
Desde el 10 de septiembre de 2022 hasta el 1 de septiembre de 2023, presenta junto a Marc Calderó, Hablando claro, el magacín matinal diario de La 1 de TVE producido por Cuarzo Producciones.
Desde el 4 de septiembre de 2023 hasta el 18 de julio de 2025 presenta Las tardes de RNE en sustitución de Carles Mesa, en RNE.
A partir del 6 de septiembre de 2025 presenta junto a Marc Sala el Telediario Fin de Semana en TVE.

### Vida privada
Está casada con el periodista José Guerrero y tiene dos hijos nacidos en 2006 y 2008.
Durante dos periodos distintos permaneció alejada de la televisión, de Antena 3 Noticias Fin de Semana, a causa del nacimiento de sus dos hijos, la primera ocasión –desde el 26 de noviembre de 2005 hasta el 14 de mayo de 2006– fue sustituida por Ramón Pradera y Miriam Sánchez. Tras su vuelta se decidió incorporar como copresentador a Ramón. En la siguiente baja por maternidad, –desde el 22 de noviembre de 2008 hasta el 26 de abril de 2009– fue Sandra Golpe la encargada de suplirla.
En marzo de 2010 reconoce padecer linfedema primario congénito.

## Premios y reconocimientos
- Pregonera en septiembre de 2007 de la Real Feria y Fiestas Populares de Padul.[18]
- TP de Oro 2008 en la categoría de Mejor Presentadora de Informativos (Nominada).[19]
- Pregonera el 23 de junio de 2009 de las fiestas de San Pedro y San Marcial de Irún.
- Premios Zapping (2010) en la categoría de Mejor Presentador.
- Antena de Oro 2010 de Televisión. Tras conocer la noticia, sus compañeros de Antena 3 Noticias, Matías Prats, Mónica Carrillo, Luis Fraga y Sandra Golpe, la felicitaron públicamente tanto a través del informativo, como en el blog del que disponen los presentadores en antena3.com. Lourdes agradeció en el mismo blog las felicitaciones y días después, en una entrevista concedida a Público, dedicó el premio al equipo de Antena 3 Noticias y a sus compañeros del País Vasco.[20] La ceremonia de entrega tuvo lugar en el Gran Casino de Aranjuez. Al recoger el galardón, se lo dedicó a sus hijos y su marido. La protagonista calificó la noche como "emocionante e inolvidable".
- Premios Iris 2011 en la categoría de Mejor Presentadora de Informativos (Nominada).
- El 24 de mayo de 2012, recibe el Premio ATR (Agrupación de Telespectadores y Radioyentes), como Mejor Presentadora de Informativos, por su labor al frente de Antena 3 Noticias Fin de Semana.[21]
- El 14 de noviembre de 2015 presenta la I Gala Benéfica de la Fundación Ahoringa Vuelcapeta (vuelcapeta.org) en Granada y es nombrada madrina de honor de la Fundación junto a Pilar Aranda Ramírez, Rectora de la Universidad de Granada y Manuela María Villena López.
- Premios Iris 2018 en la categoría de Mejor Presentador Autonómico.[22]
- Cara nacional del 30.º aniversario de Erasmus+ Educación Superior.[23]